# Mölndals stadsmuseum

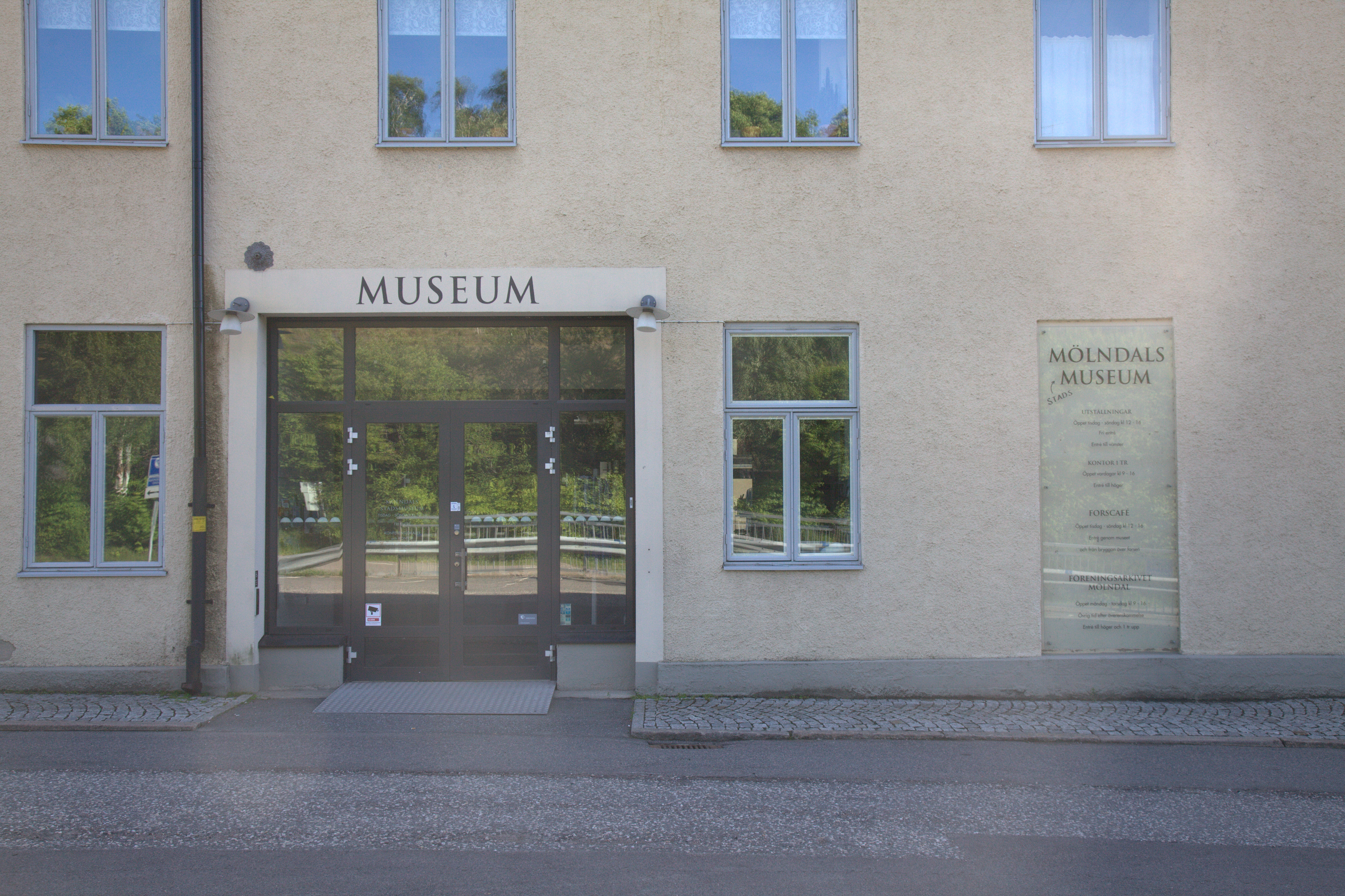
Entrén till museet.

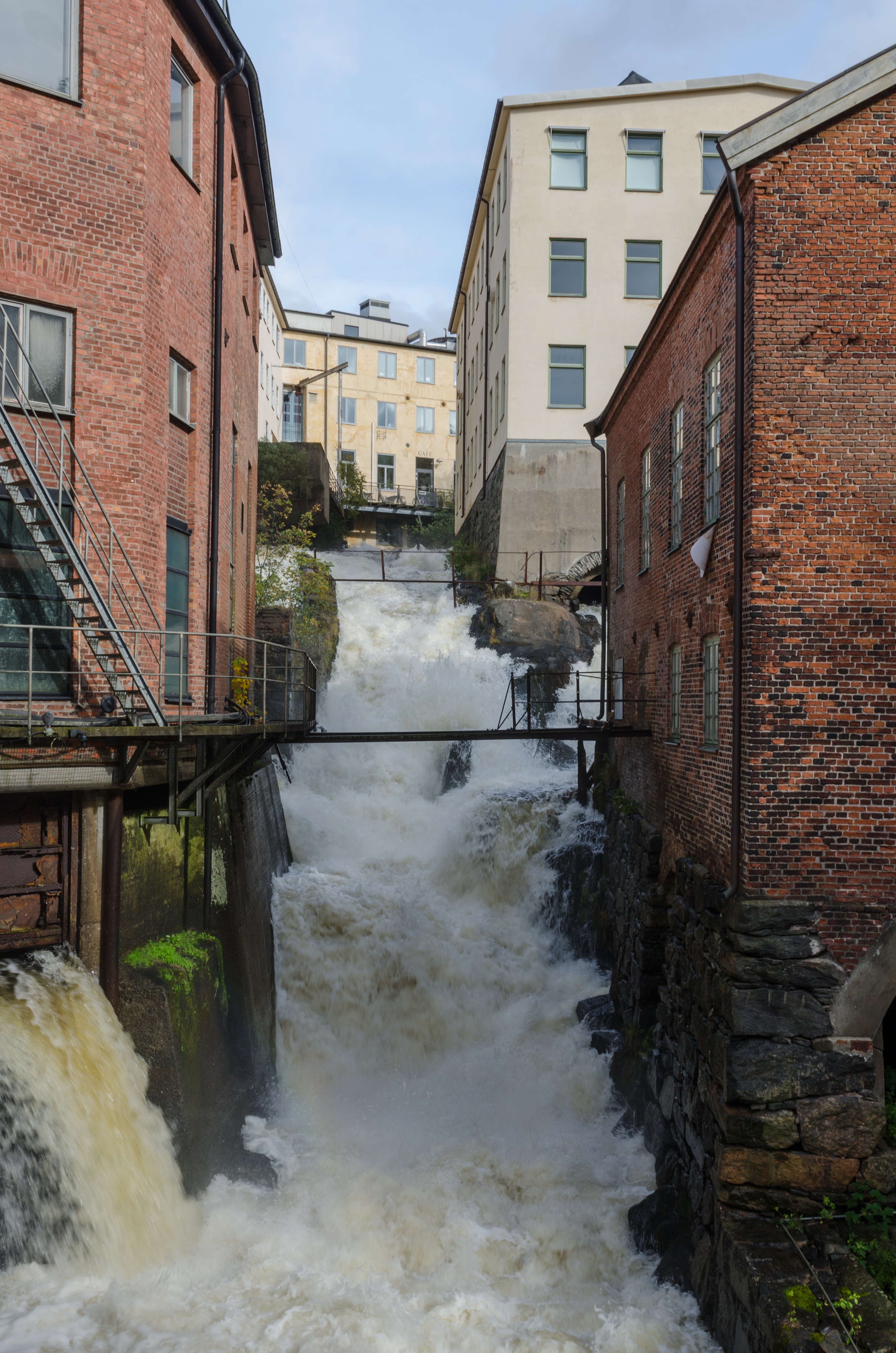
Stadsmuseet sett från industrilandskapet i Mölndals Kvarnby med Mölndalsfallen i förgrunden.

Mölndals stadsmuseum, tidigare Mölndals museum, är ett museum i Mölndals kommun, Västra Götalands län.  Museibyggnaden ligger sedan september 2002 längst upp i Kvarnbygatans backe i Mölndal, den så kallade "Mölndals kråka".
I anslutning till stadsmuseet finns ett kafé som serverar lunch på vardagar och kaffe med bakverk på helgerna.

## Historia
Mölndals museum öppnades i februari 1987 i det gamla polishuset på Norra Forsåkersgatan i Mölndals Kvarnby. Det var ett skolmuseum, med kommunens förskole- och skolbarn som målgrupp. Vid årsskiftet 2001/2002 flyttades  verksamheten till den tidigare industribyggnaden Strumpan vid Kvarnbygatans krön. Den 1 januari 2011 bytte museet namn till Mölndals stadsmuseum.

## Utställningar och samlingar
Museets basutställning är ett "öppet magasin" där besökarna kan botanisera fritt i museets samlingar. Museets bibliotek och forskningsavdelning finns mitt i utställningen. 
Museet har även en permanent utställning om Lindomemöbler och en hall för tillfälliga utställningar. Bland de tillfälliga utställningarna har genom åren visats en utställning om graffiti, en annan om städning samt en tredje om Barbiedockor.
Under 2013 renoverades museet och man höll en nyinvigning i januari 2014.

### Inbrott blev ny utställning
Natten mellan 29 och 30 augusti 2009 utsattes museet för ett inbrott och hårddiskar och spel från utställningen Datorspel stals. Den mest lyckade satsningen i museets 20-åriga historia med 38 000 besökare avbröts och istället öppnades utställningen Brottsplats - Game Over. Spåren från inbrottet städades inte undan, utan blev en del av den nya utställningen.

## Museichefer
- Mari-Louise Olsson (1987–2008)[6][9]
- Jonna Ulin (sept 2008–2015)[10][11]
- Cajsa Lagerkvist (2015–)[3]